# Francesco Mimbelli (D561)
Francesco Mimbelli (D561) je raketový torpédoborec Italského námořnictva, který má domovský přístav ve městě Taranto. Jedná se o druhou a zároveň poslední loď třídy Durand de la Penne.

## Stavba a služba

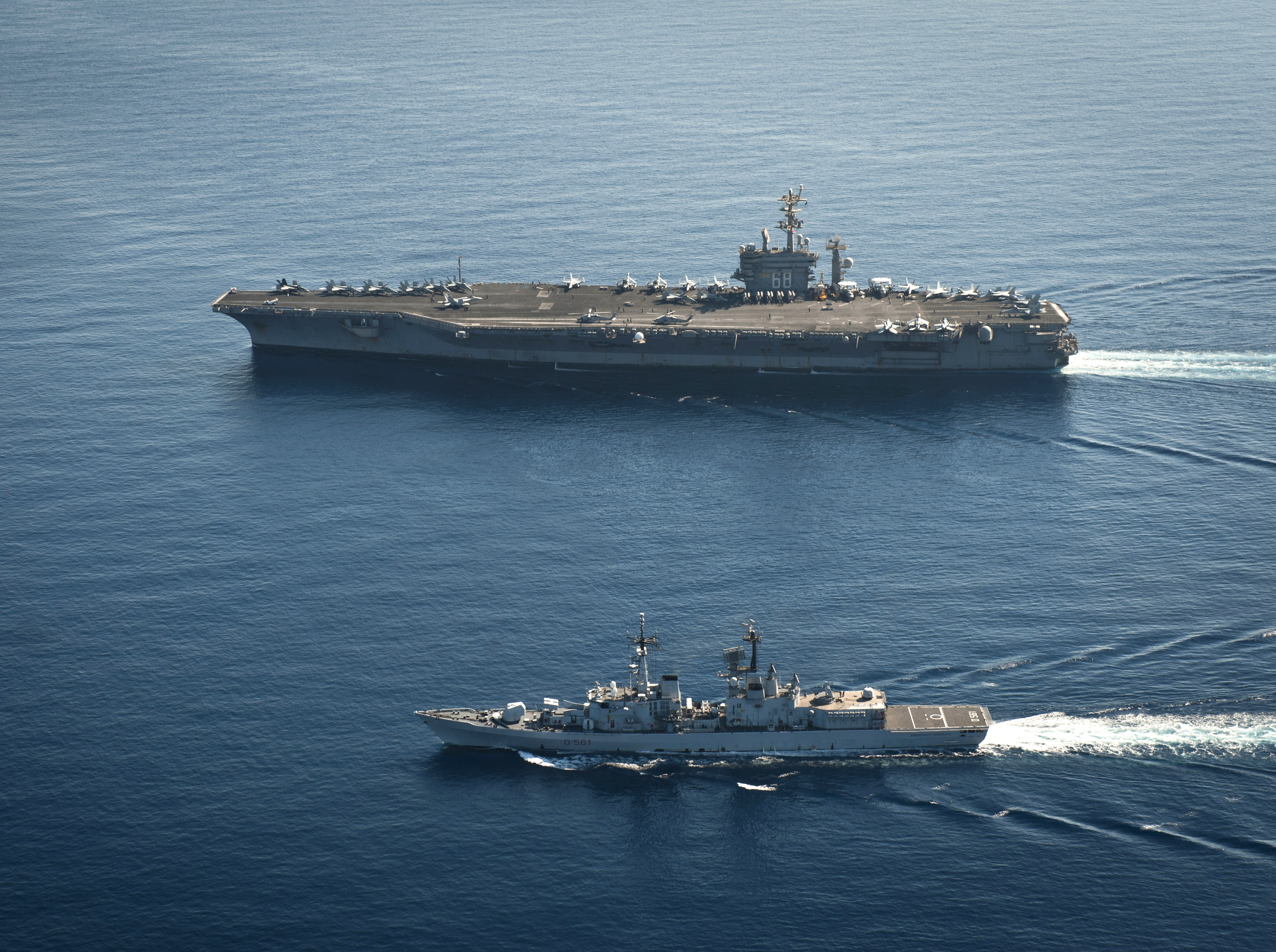
Francesco Mimbelli vedle letadlové lodě USS Nimitz během cvičení ve Středozemním moři v roce 2013

Stavba lodi Francesco Mimbelli začala 15. listopadu 1989 v italské loděnici Fincantieri. Dne 13. dubna 1991 byla spuštěna na vodu a 18. října 1993 byla uvedena do služby. V prosinci 2019 vypukl v jedné ze strojoven požár v průběhu operace Safe Sea. Hasičské týmy na lodi, které jsou speciálně vyškolené pro řešení těchto výjimečných situací, dostaly požár ihned pod kontrolu a uhasily ho bez jakékoliv poškození lodi.

## Technické specifikace
Francesco Mimbelli měří na délku 147,7 m a na šířku 16,1 m. Ponor lodi dosahuje hloubky 5 m a standardní výtlak činí 4 500 t. O pohon se starají dvě plynové turbíny GE LM2500, dva dieselové motory Grandi Motori Trieste BL-230-20-DVM a šest dieselových generátorů Fincantieri DMD 203-6. Posádku tvoří 380 důstojníků a námořníků.

## Výzbroj
Francesco Mimbelli je vyzbrojena jedním 127mm lodním kanónem Otobreda a třemi 76mm kanóny OTO Melara s dostřelem přes 20 km. Dále je loď vybavena dvěma čtyřnásobnými vypouštěcími zařízeními pro protilodní střely Otomat Mk 2, jedním osminásobným odpalovacím zařízením Albatross pro protiletadlové střely země-vzduch středního dosahu Aspide, jedním odpalovacím zařízením Mk 13 pro řízené rakety střední dosahu Standard SM-1MR a dvěma trojitými torpédomety ILAS-3 pro 324mm torpéda. Na zádi lodi se nachází přistávací plocha s hangárem pro dva vrtulníky.